# Clover Club
O Clover Club é um coquetel preparado com gim, suco de limão siciliano, xarope de framboesa, e clara do ovo. A bebida é tradicionalmente servida fria, mas sem gelo, e é classificada pela International Bartenders Association como um coquetel do tipo "inesquecível".

## História
O Clover Club é nomeado por um clube homônimo fundado em 1882 na Filadélfia. Desde 1904, quando o Bellevue-Stratford Hotel abriu no centro da cidade, os membros do clube se reuniam regularmente com seus membros expandindo para incluir advogados, banqueiros e empresários proeminentes.
Receitas publicadas para o coquetel, quase idênticas ao moderno "Clover Club Cocktail" aparecem já em 1908 e o livro do J. A. Grohusko Jack’s Manual apresenta uma bebida chamada "A Clover Leaf." O "Clover Club Cocktail" é incluido no livro de Paul E. Lowe Drinks – How to Serve Them de 1909, mas sem o suco de limão, embora pareça ser um erro de transcrição. The cocktail não foi incluido na sua obra anterior Drinks as they are Mixed de 1904, mas um brinde do clube foi registrado.

## Receita
Segundo a IBA, o coquetel é composto de
- 4.5cl gim
- 1.5cl suco de limão siciliano
- 1.5cl xarope de framboesa
- 0.5cl vermute seco
- 1 clara de ovo

Para preparar o coquetel, deve-se misturar os ingredientes sem gelo, mexer, adicionar gelo, mexer, e coar em uma taça cocktail.